# Poiplie
Die Region Poiplie (slowakisch Ipeľský región (cestovného ruchu); deutsch etwa „Eipel-Region“) ist eine Tourismusregion in der Slowakei.
Sie erstreckt sich dem Lauf des Flusses Ipeľ folgend über die Bezirke:
- Krupina
- Veľký Krtíš
- Lučenec
- Poltár

Die Region Poiplie umfasst auch den östlichen Teil des Bezirks Levice um Šahy mit den Gemeinden Bielovce, Demandice, Dolné Semerovce, Domadice, Hokovce, Horné Semerovce, Horné Turovce, Ipeľské Úľany, Ipeľský Sokolec, Kubáňovo, Lontov, Pastovce, Plášťovce, Santovka, Sazdice, Slatina, Šahy, Tupá, Veľké Turovce und Vyškovce nad Ipľom.
Es erstreckt sich etwa über das Gebiet der historischen Regionen Hont und Novohrad.